# Utah Jazz 1995-1996
La stagione 1995-96 degli Utah Jazz fu la 22ª nella NBA per la franchigia.
Gli Utah Jazz arrivarono secondi nella Midwest Division della Western Conference con un record di 55-27. Nei play-off vinsero il primo turno con i Portland Trail Blazers (3-2), la semifinale di conference con i San Antonio Spurs (4-2), perdendo poi la finale di conference con i Seattle SuperSonics (4-3).

## Roster
| N° | Naz.                   | Ruolo | Sportivo       | Anno | Alt. | Peso |
| -- | ---------------------- | ----- | -------------- | ---- | ---- | ---- |
| 00 | Stati Uniti (bandiera) | C     | Greg Ostertag  | 1973 | 218  | 127  |
| 5  | Stati Uniti (bandiera) | GA    | Andy Toolson   | 1966 | 198  | 95   |
| 10 | Stati Uniti (bandiera) | G     | Howard Eisley  | 1972 | 188  | 80   |
| 12 | Stati Uniti (bandiera) | G     | John Stockton  | 1962 | 185  | 77   |
| 14 | Stati Uniti (bandiera) | G     | Jeff Hornacek  | 1963 | 191  | 86   |
| 15 | Stati Uniti (bandiera) | A     | Jamie Watson   | 1972 | 201  | 86   |
| 21 | Stati Uniti (bandiera) | A     | David Benoit   | 1968 | 203  | 100  |
| 31 | Stati Uniti (bandiera) | A     | Adam Keefe     | 1970 | 206  | 104  |
| 32 | Stati Uniti (bandiera) | A     | Karl Malone    | 1963 | 206  | 113  |
| 34 | Stati Uniti (bandiera) | A     | Bryon Russell  | 1970 | 201  | 102  |
| 43 | Stati Uniti (bandiera) | A     | Chris Morris   | 1966 | 203  | 95   |
| 44 | Stati Uniti (bandiera) | AC    | Greg Foster    | 1968 | 211  | 109  |
| 50 | Stati Uniti (bandiera) | C     | Felton Spencer | 1968 | 213  | 120  |
| 55 | Stati Uniti (bandiera) | AC    | Antoine Carr   | 1961 | 206  | 102  |

## Staff tecnico
- Allenatore: Jerry Sloan
- Vice-allenatori: Phil Johnson, Gordon Chiesa, David Fredman, Kenny Natt